# Afterburner (Sinister)
Afterburner è il settimo album del gruppo musicale Sinister, pubblicato nel 2006.

## Tracce
1. The Grey Massacre – 4:15
2. Altruistic Suicide – 5:14
3. Men Down – 6:02
4. Afterburner – 4:54
5. Presage of the Mindless – 7:37
6. Into Submission – 5:16
7. The Riot Crossfire – 3:49
8. Flesh of the Servant – 7:36

## Formazione
- Paul Beltman - batteria
- Aad Kloosterwaard - voce
- Alex Paul - basso, chitarra